# Chanpúr
Chanpúr (urdsky خانپور‎) je město v pákistánské provincii Paňdžáb. V roce 2010 v něm žilo zhruba 160 tisíc obyvatel.
Je zde významná produkce cukrové třtiny a bavlny.